# رود ایچینومیا
رود ایچینومیا (به لاتین: Ichinomiya River) یک رود در ژاپن است که در چونان، استان چیبا واقع شده‌است.